# 2. ŽNL Vukovarsko-srijemska NS Vinkovci 2012./13.

## Tablica
| Mj. | Klub                        | Sus.  | Pobj. | Nerj. | Por. | GR.   | Bod. |
| --- | --------------------------- | ----- | ----- | ----- | ---- | ----- | ---- |
| 1.  | NK Hrvatski sokol Mirkovci  | 21    | 16    | 2     | 3    | 62:27 | 50   |
| 2.  | NK Sloga Novi Mikanovci     | 21    | 13    | 4     | 4    | 53:28 | 43   |
| 3.  | NK Vinkovci                 | 21    | 11    | 5     | 5    | 38:20 | 38   |
| 4.  | NK Borinci Jarmina          | 21    | 10    | 4     | 7    | 42:24 | 34   |
| 5.  | NK Borac Retkovci           | 21    | 10    | 4     | 7    | 49:32 | 34   |
| 6.  | NK Slavonac Komletinci      | 21    | 9     | 4     | 8    | 39:40 | 31   |
| 7.  | NK Slavonac Prkovci         | 21    | 9     | 1     | 11   | 38:39 | 28   |
| 8.  | NK Hajduk Mirko Mirkovci    | 21    | 8     | 3     | 10   | 33:48 | 27   |
| 9.  | NK Šokadija Stari Mikanovci | 21    | 7     | 5     | 9    | 30:34 | 26   |
| 10. | NK Mladost Cerić            | 21    | 4     | 5     | 12   | 34:49 | 17   |
| 11. | NK Croatia Novi Jankovci    | 21    | 3     | 1     | 17   | 16:65 | 10   |
| 12. | NK Šokadija Đeletovci       | 11 ↓1 | 2     | 0     | 9    | 9:37  | 6    |

## Rezultati
| NK Borinci Jarmina - NK Sloga Novi Mikanovci 1:0 NK Slavonac Komletinci - NK Vinkovci 0:3 NK Slavonac Prkovci - NK Hrvatski sokol Mirkovci 2:4 NK Hajduk Mirko Mirkovci - NK Borac Retkovci 1:3 NK Croatia Novi Jankovci - NK Mladost Cerić 1:0 NK Šokadija Stari Mikanovci - NK Šokadija Đeletovci 4:1 | NK Šokadija Stari Mikanovci - NK Croatia Novi Jankovci 3:0 NK Mladost Cerić - NK Hajduk Mirko Mirkovci 0:1 NK Borac Retkovci - NK Slavonac Prkovci 3:1 NK Hrvatski sokol Mirkovci - NK Slavonac Komletinci 5:2 NK Vinkovci - NK Borinci Jarmina 1:1 NK Šokadija Đeletovci - NK Sloga Novi Mikanovci 0:3 | NK Hajduk Mirko Mirkovci - NK Šokadija Stari Mikanovci 0:0 NK Slavonac Prkovci - NK Mladost Cerić 3:0 NK Slavonac Komletinci - NK Borac Retkovci 0:3 ↓2 NK Borinci Jarmina - NK Hrvatski sokol Mirkovci 0:3 NK Sloga Novi Mikanovci - NK Vinkovci 2:0 NK Croatia Novi Jankovci - NK Šokadija Đeletovci 2:0 |
| NK Šokadija Stari Mikanovci - NK Slavonac Prkovci 1:1 NK Croatia Novi Jankovci - NK Hajduk Mirko Mirkovci 1:3 NK Mladost Cerić - NK Slavonac Komletinci 4:5 NK Borac Retkovci - NK Borinci Jarmina 2:0 NK Hrvatski sokol Mirkovci - NK Sloga Novi Mikanovci 1:4 NK Šokadija Đeletovci - NK Vinkovci 1:0 | NK Slavonac Komletinci - NK Šokadija Stari Mikanovci 0:2 NK Slavonac Prkovci - NK Croatia Novi Jankovci 3:1 NK Borinci Jarmina - NK Mladost Cerić 1:0 NK Sloga Novi Mikanovci - NK Borac Retkovci 3:1 NK Vinkovci - NK Hrvatski sokol Mirkovci 1:1 NK Hajduk Mirko Mirkovci - NK Šokadija Đeletovci 3:0 | NK Šokadija Stari Mikanovci - NK Borinci Jarmina 0:3 NK Croatia Novi Jankovci - NK Slavonac Komletinci 1:1 NK Hajduk Mirko Mirkovci - NK Slavonac Prkovci 1:0 NK Mladost Cerić - NK Sloga Novi Mikanovci 1:1 NK Borac Retkovci - NK Vinkovci 2:0 NK Šokadija Đeletovci - NK Hrvatski sokol Mirkovci 1:3    |
| NK Sloga Novi Mikanovci - NK Šokadija Stari Mikanovci 3:1 NK Borinci Jarmina - NK Croatia Novi Jankovci 4:2 NK Slavonac Komletinci - NK Hajduk Mirko Mirkovci 3:4 NK Vinkovci - NK Mladost Cerić 3:1 NK Hrvatski sokol Mirkovci - NK Borac Retkovci 2:1 NK Slavonac Prkovci - NK Šokadija Đeletovci 6:0 | NK Šokadija Stari Mikanovci - NK Vinkovci 2:2 NK Croatia Novi Jankovci - NK Sloga Novi Mikanovci 0:3 NK Hajduk Mirko Mirkovci - NK Borinci Jarmina 1:0 NK Slavonac Prkovci - NK Slavonac Komletinci 0:1 NK Mladost Cerić - NK Hrvatski sokol Mirkovci 1:5 NK Šokadija Đeletovci - NK Borac Retkovci 0:3 | NK Hrvatski sokol Mirkovci - NK Šokadija Stari Mikanovci 5:1 NK Vinkovci - NK Croatia Novi Jankovci 3:0 NK Sloga Novi Mikanovci - NK Hajduk Mirko Mirkovci 4:3 NK Borinci Jarmina - NK Slavonac Prkovci 6:1 NK Borac Retkovci - NK Mladost Cerić 4:0 NK Slavonac Komletinci - NK Šokadija Đeletovci 4:2    |
| NK Šokadija Stari Mikanovci - NK Borac Retkovci 4:4 NK Croatia Novi Jankovci - NK Hrvatski sokol Mirkovci 0:5 NK Hajduk Mirko Mirkovci - NK Vinkovci 0:1 NK Slavonac Prkovci - NK Sloga Novi Mikanovci 2:1 NK Slavonac Komletinci - NK Borinci Jarmina 2:1 NK Šokadija Đeletovci - NK Mladost Cerić 3:2 | NK Mladost Cerić - NK Šokadija Stari Mikanovci 1:0 NK Borac Retkovci - NK Croatia Novi Jankovci 7:1 NK Hrvatski sokol Mirkovci - NK Hajduk Mirko Mirkovci 3:2 NK Vinkovci - NK Slavonac Prkovci 0:2 NK Sloga Novi Mikanovci - NK Slavonac Komletinci 3:1 NK Borinci Jarmina - NK Šokadija Đeletovci 7:1 | NK Sloga Novi Mikanovci - NK Borinci Jarmina 1:0 NK Vinkovci - NK Slavonac Komletinci 2:1 NK Hrvatski sokol Mirkovci - NK Slavonac Prkovci 2:1 NK Borac Retkovci - NK Hajduk Mirko Mirkovci 5:1 NK Mladost Cerić - NK Croatia Novi Jankovci 4:0 NK Šokadija Đeletovci - NK Šokadija Stari Mikanovci        |
| NK Croatia Novi Jankovci - NK Šokadija Stari Mikanovci 2:1 NK Hajduk Mirko Mirkovci - NK Mladost Cerić 4:4 NK Slavonac Prkovci - NK Borac Retkovci 1:0 NK Slavonac Komletinci - NK Hrvatski sokol Mirkovci 2:0 NK Borinci Jarmina - NK Vinkovci 0:0 NK Sloga Novi Mikanovci - NK Šokadija Đeletovci     | NK Šokadija Stari Mikanovci - NK Hajduk Mirko Mirkovci 2:1 NK Mladost Cerić - NK Slavonac Prkovci 4:2 NK Borac Retkovci - NK Slavonac Komletinci 2:2 NK Hrvatski sokol Mirkovci - NK Borinci Jarmina 3:2 NK Vinkovci - NK Sloga Novi Mikanovci 3:1 NK Šokadija Đeletovci - NK Croatia Novi Jankovci     | NK Slavonac Prkovci - NK Šokadija Stari Mikanovci 3:1 NK Hajduk Mirko Mirkovci - NK Croatia Novi Jankovci 1:0 NK Slavonac Komletinci - NK Mladost Cerić 1:1 NK Borinci Jarmina - NK Borac Retkovci 2:2 NK Sloga Novi Mikanovci - NK Hrvatski sokol Mirkovci 2:2 NK Vinkovci - NK Šokadija Đeletovci        |
| NK Šokadija Stari Mikanovci - NK Slavonac Komletinci 3:0 NK Croatia Novi Jankovci - NK Slavonac Prkovci 0:5 NK Mladost Cerić - NK Borinci Jarmina 3:3 NK Borac Retkovci - NK Sloga Novi Mikanovci 0:0 NK Hrvatski sokol Mirkovci - NK Vinkovci 4:1 NK Šokadija Đeletovci - NK Hajduk Mirko Mirkovci     | NK Borinci Jarmina - NK Šokadija Stari Mikanovci 2:0 NK Slavonac Komletinci - NK Croatia Novi Jankovci 2:1 NK Slavonac Prkovci - NK Hajduk Mirko Mirkovci 2:1 NK Sloga Novi Mikanovci - NK Mladost Cerić 4:1 NK Vinkovci - NK Borac Retkovci 2:1 NK Hrvatski sokol Mirkovci - NK Šokadija Đeletovci     | NK Šokadija Stari Mikanovci - NK Sloga Novi Mikanovci 0:0 NK Croatia Novi Jankovci - NK Borinci Jarmina 0:1 NK Hajduk Mirko Mirkovci - NK Slavonac Komletinci 3:3 NK Mladost Cerić - NK Vinkovci 1:1 NK Borac Retkovci - NK Hrvatski sokol Mirkovci 0:4 NK Šokadija Đeletovci - NK Slavonac Prkovci        |
| NK Vinkovci - NK Šokadija Stari Mikanovci 4:0 NK Sloga Novi Mikanovci - NK Croatia Novi Jankovci 6:2 NK Borinci Jarmina - NK Hajduk Mirko Mirkovci 6:0 NK Slavonac Komletinci - NK Slavonac Prkovci 2:0 NK Hrvatski sokol Mirkovci - NK Mladost Cerić 2:1 NK Borac Retkovci - NK Šokadija Đeletovci     | NK Šokadija Stari Mikanovci - NK Hrvatski sokol Mirkovci 0:1 NK Croatia Novi Jankovci - NK Vinkovci 0:3 NK Hajduk Mirko Mirkovci - NK Sloga Novi Mikanovci 1:6 NK Slavonac Prkovci - NK Borinci Jarmina 1:2 NK Mladost Cerić - NK Borac Retkovci 5:2 NK Šokadija Đeletovci - NK Slavonac Komletinci     | NK Borac Retkovci - NK Šokadija Stari Mikanovci 1:2 NK Hrvatski sokol Mirkovci - NK Croatia Novi Jankovci 7:1 NK Vinkovci - NK Hajduk Mirko Mirkovci 5:0 NK Sloga Novi Mikanovci - NK Slavonac Prkovci 6:2 NK Borinci Jarmina - NK Slavonac Komletinci 0:1 NK Mladost Cerić - NK Šokadija Đeletovci        |
| NK Šokadija Stari Mikanovci - NK Mladost Cerić 3:0 NK Croatia Novi Jankovci - NK Borac Retkovci 1:3 NK Hajduk Mirko Mirkovci - NK Hrvatski sokol Mirkovci 2:0 NK Slavonac Prkovci - NK Vinkovci 0:3 NK Slavonac Komletinci - NK Sloga Novi Mikanovci 6:0 NK Šokadija Đeletovci - NK Borinci Jarmina     | | |